# Carl Lumbly
Tom Kane (født 14. august 1951 i Minneapolis, USA) er en amerikansk skuespiller og tegnefilmsdubber. Han er bedst kendt som stemmen bag J'onn J'onzz i Justice League og Justice League Unlimited.